# 李石 (演員)
李石（1981年8月11日—），另譯作李碩、李錫，是一位韓國男演員。

## 簡歷
李石高中畢業後當服務生，本來對未來沒任何想法，後來叔叔建議他當演員。當時初次見到叔叔同校的演員金熙元，才開始走上演藝之路。而後於2008年通過演音樂劇《洗衣》出道，並出演《鏡子公主平岡的故事》、《柔道少年》等多部舞臺，展現實力派演員！

## 演出作品

### 電視劇
- 2006年：SBS《遊戲女王》飾演 李碩圭
- 2016年：SBS《Mrs. Cop 2》飾演 許英秀律師
- 2017年：tvN《機智牢房生活》飾演 李碩恩(EP9,11~13)
- 2019年：SBS《綠豆花》飾演 貴族(EP33~35)
- 2019年：OCN《他人即地獄》飾演 趙宥哲
- 2021年：Netflix《以吾之名》飾演 金澈虎
- 2022年：MBC《Tracer》飾演 高利貸(EP5~7)
- 2022年：JTBC《模範刑警2》飾演 奇東在
- 2022年：Disney+《地下精英》飾演 金慶榮／查理
- 2023年：SBS《權貴復仇》飾演 火車上的小混混(EP2)
- 2023年：Coupang Play《誘餌》飾演 方英民(EP6,7)
- 2023年：Netflix《戀愛大戰》飾演 劉賢相
- 2024年：JTBC《沒有秘密》飾演 山上的男人
- 2024年：Netflix《京城怪物2》飾演 研究員
- 2024年：Netflix《魷魚遊戲2》飾演 #096
- 2025年：Netflix《魷魚遊戲3》飾演 #096[4]
- 2025年：Disney+《下流大盜》飾演 街角被撞的流氓(EP1)
- 2025年：Netflix《槍口彼端》飾演 金元成(EP1)
- 2025年：JTBC《夢想成為律師的律師們》飾演 金德浩

### 電影
- 2008年：《美人圖：私情畫慾》飾演 妓院的客人
- 2011年：《看不見的愛》飾演 運動員
- 2011年：《寵物情人》飾演 酒店職員
- 2013年：《未生：Prequel》飾演 聖誕老人
- 2014年：《海霧》飾演 朝鮮族
- 2014年：《我的野蠻嬌妻》飾演 湯飯店職員
- 2015年：《江南1970》飾演 春浩
- 2017年：《虛擬城市》飾演 留白之美
- 2017年：《清醒夢》飾演 劉相滿[5]
- 2020年：《紙花》飾演 金明植
- 2022年：《犀牛在肩膀上奔跑》飾演 在國
- 2023年：《可靠的人》飾演 經紀人
- 2024年：《愁城波哥大》飾演 相默
- 未知：《三惡道》

### 音樂劇
- 2008-9年：《洗衣／빨래》
- 2010-11年：《哦！趁你睡著的時候／오! 당신이 잠든 사이》
- 2010-11年：《試鏡／오디션》[6]
- 2012-13年：《鏡子公主平岡的故事／거울공주 평강이야기》
- 2013-14年：《我和爺爺／나와 할아버지》
- 2013年：《咫尺 極光／올모스트 메인》
- 2014年：《我們去KTV聊聊吧／우리 노래방가서 얘기 좀 할까》
- 2014年：《越南滑雪部隊／월남스키부대》
- 2015年：《柔道少年／유도소년》[7]
- 2015-6年：《鏡子公主平岡的故事／거울공주 평강이야기》
- 2015年：《炎炎夏日／뜨거운 여름》
- 2015年：《南山戲曲節，第五屆／남산희곡페스티벌, 다섯 번째》
- 2016年：《咫尺 極光／올모스트 메인》
- 2018年：《空嚓／쿵짝》
- 2018年：《愛情得分／러브스코어》
- 2018年：《鏡子公主平岡的故事／거울공주 평강이야기》
- 2021年：《Temple／템플》
- 2025年：《愛妓峰／애기봉》[8]

## 外部連結
- 李石的Instagram帳戶
- 李石在NAVER上的资料
- 李石在Daum上的资料
- 李石在韩国电影数据库（KMDb）上的資料（韓語）